# Keith Campbell (bioloog)
Keith H.S. Campbell (23 mei 1954 – 5 oktober 2012) was een Engelse bioloog die lid was van het team dat in 1996 voor het eerst een zoogdier kloonde, het schaap Dolly. Hierbij werd gebruikgemaakt van cellen uit de uiers van een volwassen ooi (dus niet van nog niet-gespecificeerde stamcellen uit een embryo).
Campbell groeide op in het Engelse Birmingham en in Perth in Schotland. Hij behaalde een graad in de microbiologie aan de Universiteit van Londen. In 1983 werd aan Campbell de Marie Curie Research Scholarship toegekend die ertoe leidde dat hij een postdoctrale studie ging volgen en later zijn doctorsgraad haalde aan de Universiteit van Sussex in Brighton.

## Onderzoek
Campbells interesse in het klonen van zoogdieren werd geïnspireerd door het werk van Karl Illmensee en de latere Nobelprijswinnaar John Gurdon.
Campbell werkte vanaf 1991 aan het Roslin Instituut en raakte betrokken bij de kloningsinspanningen onder leiding van Ian Wilmut. In juli 1995 slaagden Keith Campell en Bill Ritchie erin een paar lammeren, Megan en Morag, te maken van al gespecialiseerde embryocellen. Vervolgens gebruikte in 1996 het team van Ian Wilmut, waaraan Keith Campbell de grootste bijdrage (66%) leverde, dezelfde techniek en schokte de wereld door het succesvol klonen van een schaap met gebruikmaking van cellen uit de uiers van een volwassen schaap. Dolly, een schaap van het ras Finn Dorset, genoemd naar de zangeres Dolly Parton vanwege de herkomst van de klooncellen, werd geboren in 1996 en leefde 6 jaar, tot het stierf aan een virale infectie (en niet van ouderdom, zoals wel gesuggereerd is). Campbell heeft bij dit kloningsproces een cruciale rol gespeeld.
In 1998 kloonden Ritchie en Campbell in samenwerking met het bedrijf PPL Ltd (Pharmaceutical Proteins Limited) een ander schaap, dat ze 'Polly' noemden. Dit schaap was gemaakt van genetisch gemanipuleerde huidcellen, waarin ook een menselijk gen zat.
In 2000 produceerde Campbell, nadat hij was gaan werken bij PPL, met zijn team met succes de eerste biggen door het transplanteren van de kernen van lichaamscellen, de zogenoemde Somatic-cell nuclear transfer-techniek (SCNT). Verder gebruikten de PPL-teams in Roslin (Schotland) en Blacksburg (USA) deze techniek om voor het eerst gericht huisdieren te maken, alsook een aantal dieren die via hun melk menselijke proteïnen aanmaken, die voor therapeutische doeleinden gebruikt kunnen worden.
Vanaf november 1999 bekleedde Campbell een leerstoel aan de Universiteit van Nottingham, waar hij zijn studie naar de groei en de differentiatie van het embryo voortzette. Hij ondersteunde het gebruik van de door hem ontwikkelde SCNT-techniek voor de productie van persoonsgerichte stamceltherapieën en voor de studie naar ziekten van de mens, en het gebruik van ingevroren embryo's in verband met het gebrek aan menselijke eicellen voor onderzoeksdoeleinden.
In 2008 ontving Keith Campbell de Shaw Prize voor Medische en Levenswetenschappen samen met Ian Wilmut en de Japanner Shinya Yamanaka.
- Biblioteca Nacional de España: XX972428
- Bibliothèque nationale de France: cb161376275 (data)
- Gemeinsame Normdatei: 123001102
- International Standard Name Identifier: 0000 0001 1453 3121
- Library of Congress Control Number: nb99184629
- Nationale Bibliotheek van Israël: 987007259306305171
- Nationale Bibliotheek van Polen: a0000001255660
- Nederlandse Thesaurus van Auteursnamen: 202994600
- SNAC: w6tm7bzt
- Trove: 1510762
- Virtual International Authority File: 100260084